# Eupálamo
En la mitología griega Eupálamo (en griego Εὐπαλάμου) es un personaje menor vinculado a la genealogía de los descendientes de Erecteo en las tierras del Ática. Sólo aparece mencionado en contextos genealógicos y parece poseer un nombre parlante, el «inventor»,que recuerda a Dédalo, su hijo o nieto.
Unos dicen que Eupálamo fue hijo de Metión y nieto de Erecteo. Al menos una fuente nos dice que su esposa fue una tal Alcipe. A Eupálamo se le llama padre de Dédalo y de dos hijas, Pérdix y Metiadusa, la esposa de Cécrope. Diodoro Sículo remonta su genealogía así: «Dédalo era de familia ateniense y se le consideraba uno de los Erecteidas, dado que era hijo de Metión, el hijo de Eupálamo, hijo éste de Erecteo».